# خمس بنات (مسلسل)
خمس بنات هو مسلسل كويتي أُنتج في عام 2016 وهو مسلسل درامي رومنسي يتناول اربع قصص حب وكيف تكون الاختلافات ما بين الطرفين عائق بينهما أو جسر لامداد الحب.

## طاقم التمثيل
- إبراهيم الحربي
- أمل العوضي
- هنادي الكندري
- إلهام علي
- فرح الصراف
- ناصر الدوسري
- غدير السبتي
- محمد العلوي
- ليلى بوفتين
- لطيفة المجرن
- فهد باسم
- طلال باسم
- أحمد حسين (مغني)
- شيماء قمبر

## روابط خارجية
- خمس بنات على موقع قاعدة بيانات الأفلام العربية